# Flavy-le-Meldeux
Flavy-le-Meldeux è un comune francese di 190 abitanti situato nel dipartimento dell'Oise della regione dell'Alta Francia.

## Società

### Evoluzione demografica
Abitanti censiti